# Цветные воинские части
«Цветны́е» во́инские ча́сти — широко распространённое неофициальное, укрепившееся впоследствии в историографии и популярной литературе название белых именных полков, бригад и дивизий 1-й пехотной дивизии Добровольческой Армии и 1-го Армейского корпуса Добровольческой армии периода Гражданской войны в России по причине свойственных каждой из частей определенных цветов фуражек, погон, нарукавных знаков и шевронов (красного, чёрного, малинового, голубого):

## Состав «цветных» частей
- Корниловцы: 
  - Корниловская дивизия
    - 1-й Корниловский ударный полк
    - 2-й Корниловский ударный полк
    - 3-й Корниловский ударный полк
    - Корниловский конный дивизион

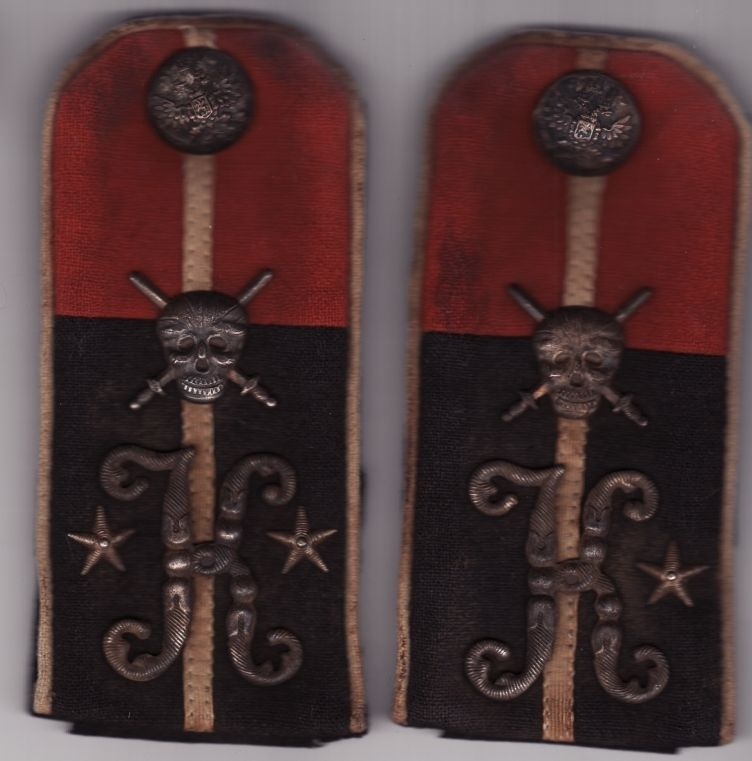
Погоны офицера-корниловца

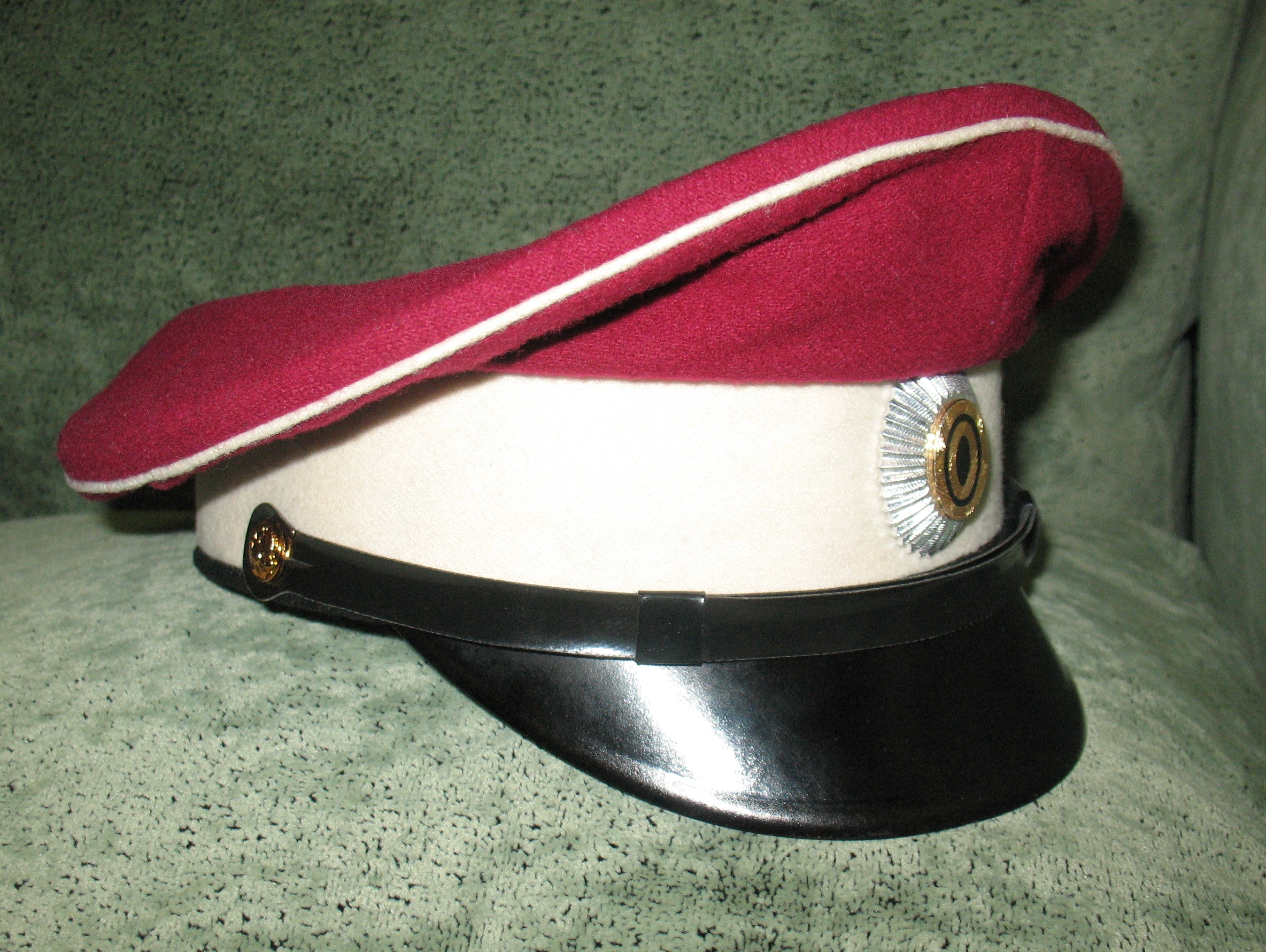
Фуражка добровольца дроздовских частей.

    - Горско-Мусульманский конный дивизион имени генерала Корнилова
    - Корниловская артиллерийская бригада
- Дроздовцы: 
  - 3-я пехотная (Дроздовская) дивизия
    - 1-й Офицерский генерала Дроздовского полк
    - 2-й Офицерский генерала Дроздовского стрелковый полк
    - 3-й Офицерский генерала Дроздовского полк
    - Самурский пехотный полк
    - 2-й конный генерала Дроздовского полк
    - Дроздовская артиллерийская бригада
- Марковцы: 
  - 1-я пехотная (Марковская) дивизия
    - 1-й Офицерский генерала Маркова полк
    - 2-й Офицерский генерала Маркова полк
    - 3-й Офицерский генерала Маркова полк
    - Марковский конный дивизион
    - Отдельный конный генерала Маркова дивизион
    - Марковская артиллерийская бригада
- Алексеевцы: 
  - Алексеевская (партизанская) дивизия
    - Алексеевский партизанский полк
    - 2-й Алексеевский полк
    - 3-й Алексеевский полк
    - Алексеевский конно-партизанский полк
    - Самурский пехотный полк
    - Алексеевская артиллерийская бригада

## Полковые цвета и объяснения им

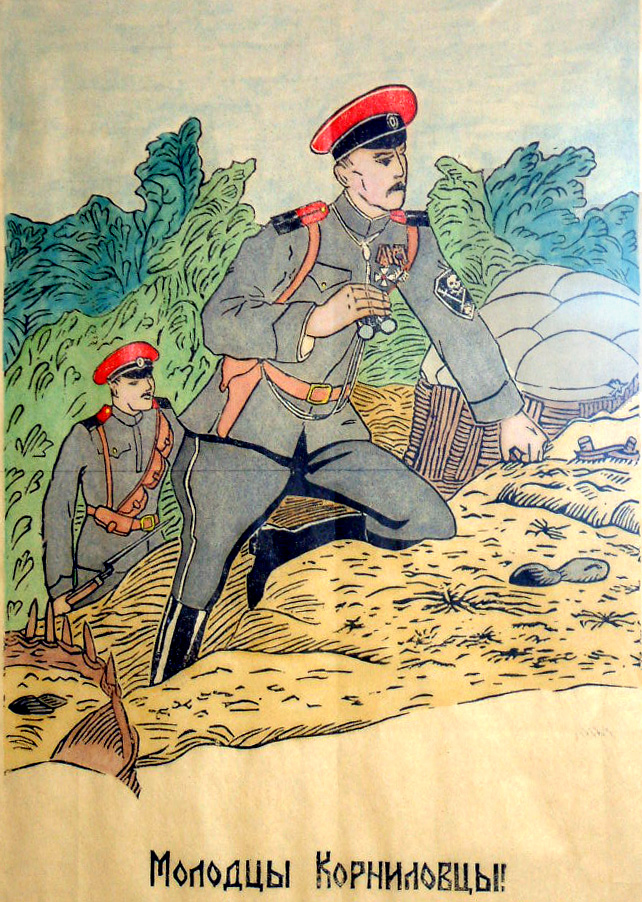
Изображение формы корниловцев на агитационном плакате Харьковского отделения ОСВАГ, 1919 год.

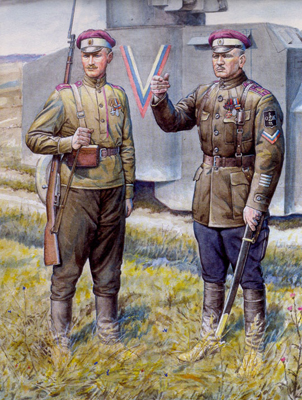
Изображение формы дроздовцев

Подполковник Павлов в марковской форме.

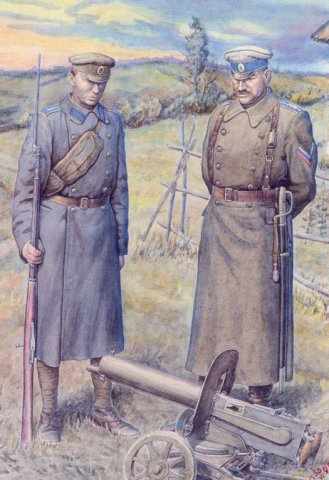
Изображение формы алексеевцев, 1919 г.

Офицеры именных полков Добровольческой армии не носили галунных золотых или серебряных офицерских погон Русской Императорской армии, вместо них использовались матерчатые погоны с тем же количеством звездочек и просветов, соответствовавших чину. Цветные погоны имели право носить лишь испытанные добровольцы, участвовавшие в Кубанских походах. Остальные офицеры, переходившие из Красной армии или присоединявшиеся к армии во вновь освобожденных местностях, первоначально носили обыкновенные защитные погоны и лишь спустя длительное время удостаивались чести надеть цветные погоны.
У каждого полка была фуражка и погоны определённого цвета. На погонах были вензеля заглавной буквы фамилии шефа полка.
- У корниловцев:

 — чёрно-красная фуражка (тулья и околыш) — в 1917 году и красно-чёрная в 1918 году и после, и чёрно-красные погоны (верхняя половина чёрная, нижняя — красная) с белой литерой «К». Цвета означали «Смерть или свобода». Цвета были выбраны ещё в Первую мировую войну и символизировали свободу (красный) и нежелание жить, если погибнет Россия (чёрный). Они соответствовали Корниловскому знамени, то есть каждый корниловец нес на своем мундире часть знамени. На левом рукаве располагался голубой шеврон в форме щита с белой надписью «корниловцы» и белым черепом над скрещенными костями и мечами (острием вниз). Внизу шеврона — красная гренада, как символ преемственности гренадерских частей.
У артиллеристов корниловских частей фуражки отличались зелёной тульёй и чёрным околышем. Артиллеристы носили чёрные погоны с жёлтыми перекрещёнными пушками и литерой «К».
- У марковцев:

 — чёрно-белая фуражка (белая тулья и чёрный околыш) и чёрные погоны с белым кантом с белой литерой «М» (все с белой выпушкой). Чёрный цвет символизировал настоящее положение России (траур по России), а белый — надежду на её воскрешение.
Марковские артиллеристы носили фуражки с белой тульей и чёрным околышем и чёрные погоны с белой литерой «М» (все с красной выпушкой).
- У дроздовцев:

 — малиново-белая фуражка (малиновая тулья и белый околыш) и малиновые погоны с жёлтой литерой «Д». Малиновый цвет символизировал отблеск боёв и пожарищ их знаменитого похода из Ясс на Дон. По другой версии, малиновый был ранее цветом стрелковых частей императорской армии и использовался дроздовцами как правопреемниками. Дроздовцы-пехотинцы и кавалеристы носили малиновые погоны с чёрно-белым кантом, дроздовцы-артиллеристы — с чёрным.
Артиллеристы дроздовских частей носили фуражки с малиновой тульей и чёрным околышем и красные погоны с жёлтой литерой «Д».
- У алексеевцев:

 — фуражка с белой тульей и голубым околышем и голубые погоны с белой литерой «А». Голубой (синий) и белый цвета формы алексеевцев символизировали молодость кадетов, юнкеров, гимназистов и студентов, последовавших призыву генерала Алексеева и присоединившихся к Белой борьбе за спасение России. Синий цвет был цветом формы учебных заведений, а Алексеевский полк был сформирован в 1918 году в том числе и из учащейся молодежи — студентов и гимназистов.
Артиллеристы алексеевских частей носили фуражки с белой тульей и чёрным околышем и чёрные погоны с жёлтой литерой «А».
У всех чинов на левом рукаве был нашит шеврон из русских национальных цветов углом вниз, введённый в Добровольческой армии 10 января 1918 года для всех военнослужащих.
Все именные соединения Добровольческой армии помнили своих командиров и чтили их память, что отражалось и в поведении. Этого не могла не отмечать даже советская литература:

…у дроздовцев — в лице ирония, любят носить пенсне — в честь их покойного шефа; у корниловцев — традиционно тухлый взгляд и в лице — презрительное разочарование; марковцы шикарят грязными шинелями и матерщиной. — Толстой А.Н. Хождение по мукам (книга 3) Хмурое утро

## Таблица с расцветкой
| Часть                     | Тулья фуражки | Околыш фуражки | Погоны | Выпушка погон |
| ------------------------- | ------------- | -------------- | ------ | ------------- |
| Корниловцы                |               |                |        | —             |
| Корниловцы                |               |                |        | —             |
| Корниловцы (артиллеристы) |               |                |        | —             |
| Марковцы                  |               |                |        |               |
| Марковцы (артиллеристы)   |               |                |        |               |
| Дроздовцы                 |               |                |        |               |
|                           |               |                |        |               |
| Дроздовцы (артиллеристы)  |               |                |        |               |
| Алексеевцы                |               |                |        | —             |
| Алексеевцы (артиллеристы) |               |                |        | —             |